# PCサイトビューアー
PCサイトビューアーはフィーチャーフォンからパーソナルコンピュータ向けウェブサイトを閲覧するためのフルブラウザ。auのフィーチャーフォンへOperaをベースに搭載されている機能。KDDIの登録商標。
2004年12月サービス開始、2016年3月31日をもってサービスを終了。